# 卢恰诺·费代里奇
卢恰诺·费代里奇（義大利語：Luciano Federici，1938年5月16日—2020年3月18日）是一位意大利职业足球运动员。他在三大意大利顶级职业联赛都踢过球，包括卡雷兹、科森扎和比萨。
2020年3月18日，费代里奇在COVID-19意大利疫情期间死于该疾病。

## 引用
1. ↑  . La Nazione.   [21 March 2020]. （原始内容存档于2020-03-20）.
2. ↑  . iltirreno.gelocal.it. 18 March 2020  [21 March 2020]. （原始内容存档于2020-03-22） （意大利语）.